# Lac intermittent
Un  lac intermittent, éphémère ou saisonnier, est un lac pouvant disparaître périodiquement. On peut en trouver en terrain karstique. 

## Description
Un premier exemple de lac intermittent est le lac de Cerknica en Slovénie, le plus grand lac intermittent d'Europe. D'autres lacs intermittents sont simplement le résultat de précipitations supérieures à la moyenne dans un bassin fermé ou endoréique, qui remplissent d’habitude les lits de lacs asséchés. Cela peut se produire dans certains des endroits les plus secs de la planète, comme la Vallée de la Mort. Ce fut le cas au printemps 2005, après des pluies exceptionnellement fortes. Le lac ne dura pas jusqu'à l'été, et s’évapora rapidement. Un lac plus souvent rempli de ce type est le Lac Sevier du centre-ouest de l'Utah.
Parfois, un lac peut disparaitre rapidement. Le 3 juin 2005, dans l’oblast de Nijni Novgorod, en Russie, un lac appelé lac Beloïe a disparu en l’espace de quelques minutes. Des sources de presse ont rapporté que des hauts-fonctionnaires ont supposé que cet étrange phénomène pouvait avoir été causé par un changement dans le sol au-dessous du lac qui a permis à son eau de s’écouler par des canaux menant à la rivière Oka,.
La présence de pergélisol est importante pour le maintien de certains lacs. Une étude publiée en 2005 dans la revue Science met en avant le dégel du pergélisol, partie gelée du sous-sol, et donc imperméable à l'écoulement de l'eau, comme probable cause de la réduction de surface ou la disparition de centaines de grands lacs arctiques. Selon les chercheurs qui ont conduit l'étude, la hausse des températures de l'air et du sol provoque le dégel du pergélisol, ce qui permet aux eaux des lacs de s’infiltrer dans le sol,. La formation de lacs intermittents sous l'action du dégel des eaux glaciaires, à l'issue d'une période glaciaire, comme la glaciation vistulienne, a aussi été établie. Il y a 21 000 ans, vers la fin de la dernière période glaciaire, la fonte de l'immense calotte glaciaire qui recouvre le Nord de l'Eurasie engendre la formation d'une dépression et donne naissance à un lac proglaciaire : le lac Disna, dans le Nord du bassin versant du Dniepr. L'eau qui circule érode la calotte fennoscandienne ; des blocs de glace s'accumulent dans le lac, repoussant son eau dans le bassin du fleuve. À l'embouchure de ce dernier, le volume de la mer Noire augmente. Entre 17 000 et 15 500 ans BP, le processus de disparition du lac et de sa reformation s'est reproduit quatre fois.
Certains lacs disparaissent en raison de facteurs de développement humains. Au début des années 1960, par exemple, le détournement des eaux de deux fleuves qui alimentent la mer d'Aral : le Syr-Daria et l'Amou-Daria, à des fins d'irrigation de champs de coton, dans le cadre de la mise en œuvre d'un plan de développement économique de l'Asie centrale élaboré par l'URSS, réduit de 90 % le volume du lac d'eau salée qui se partage entre le Kazakhstan au nord et l'Ouzbékistan au sud. La construction d'un barrage en 2005 a cependant permis de rétablir, en quatre ans, 30 % de la superficie lacustre perdue,.